# Cardamine flexuosa
Cardamine flexuosa là một loài thực vật có hoa trong họ Cải. Loài này được With. mô tả khoa học đầu tiên năm 1796.